# Stonożek drobny

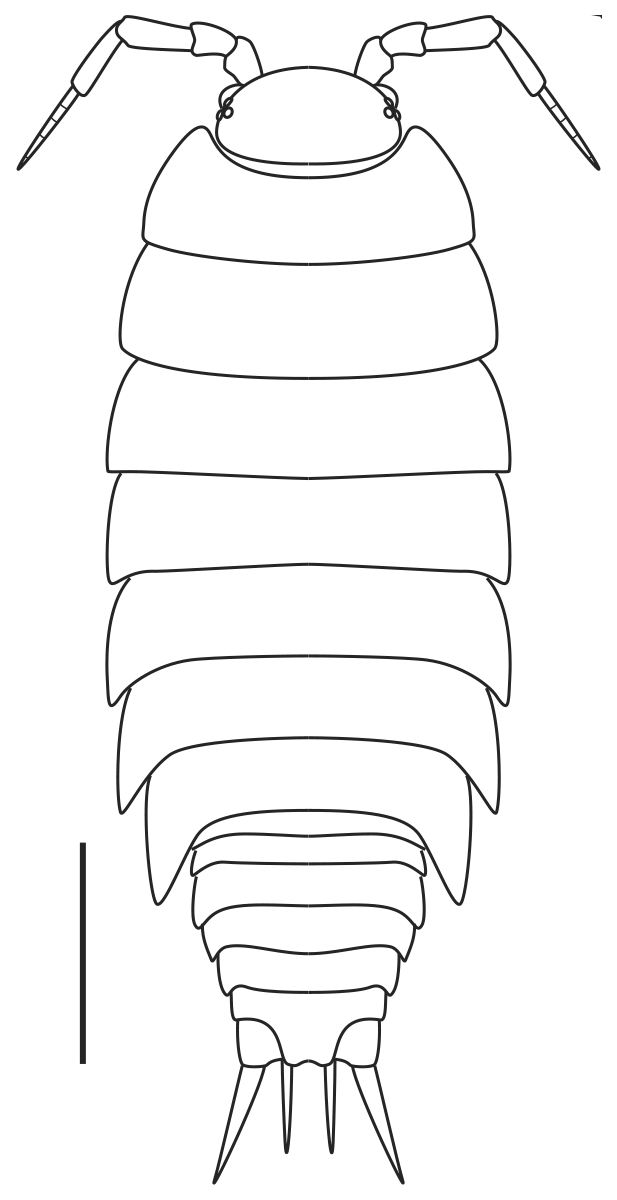
Stonożek drobny, widoczny wklęsły pleotelson. Pasek skali: 1 mm.

Stonożek drobny (Trichoniscus pusillus) – gatunek małego lądowego skorupiaka z rzędu równonogów i rodziny Trichoniscidae.

## Opis
Stonożek drobny jest małym gatunkiem Oniscidea, osiągającym długość 5 mm. Jego ciało ma jajowaty, wydłużony, wąski kształt.
Jest ono przeźroczyste. Grzbiet jest gładki, czerwonawobrązowy.
Głowa (a dokładnie głowotułów, cefalotoraks) ma szerokość większą niż długość. Jej przednia krawędź jest szeroko zaokrąglona, po bokach nie tworzy płatów między okiem a podstawą czułka. Biczyk (flagellum) czułków II pary, czyli ich końcowy odcinek, jest wyraźnie węższy od poprzedzającego odcinka, zbudowany jest z 4 lub 5 segmentów. Na głowie znajdują się również oczy, w skład których wchodzą 3 oczka (ocelli). Nie są to oczy złożone.
Szerokość segmentów ciała przy przejściu od pereonu do pleonu (odwłoka, abdomenu) zmniejsza się gwałtownie. Brak płuc pleopodialnych widocznych jako pogrubione białe łatki. Ostatnim widocznym segmentem pleonu jest pleotelson, będący tak naprawdę połączeniem ostatniego segmentu i telsonu. Nie jest ostro zakończony, ale wklęsły, ma parę uropodiów (odnóży ogonowych). Ich podstawa sięga końca pleotelsonu, gałęzie boczne wystają poza pleon.

## Siedlisko
Stonożek drobny występuje w wilgotnych miejscach w glebie wśród korzeni roślinności zielnej oraz w ściółce.

## Występowanie
Stonożek drobny występuje w całej Europie, w północnozachodniej Afryce, Azji i Ameryce Północnej.
W Ameryce Północnej jest gatunkiem introdukowanym.
Na północy Europy występują tylko rozmnażające się partenogenetycznie samice, w Skandynawii jest zwykle gatunkiem synantropijnym.
W Polsce jest pospolity w całym kraju, synantropijnie znany z cieplarń.